# 富陽自然生態公園
25°01′01″N 121°33′26″E / 25.016974°N 121.557139°E
富陽自然生態公園又名「富陽公園」、「富陽森林公園」及「富陽自然公園」，官方正式建物編號則為大安408公園。富陽自然生態公園位於台灣臺北市大安區六張犁黎和里及黎孝里地區，面積約為3.8公頃。以小山谷地形為主體風貌的該公園本為台灣聯勤軍方彈藥庫所在，自日治時期後期即屬於軍事管制區，也因此，該地區除了周邊入口的中華民國空軍所屬慈仁八村眷村開發外，數十年來未見人工破壞。1988年，位於此山頭的聯勤彈藥庫撤離，經整頓與多次改建後，於2006年10月重新開園，並以所在富陽山為名，是為台北市市境內唯一一處自然生態公園。
富陽生態公園也是臺北市政府大地工程處推廣之臺北大縱走第六段之上下山端點。
今富陽公園除了由台北市政府公園路燈管理處加以維修控管外，也委由荒野保護協會與中興大學等學術單位加以維護輔導。因該公園位於台北捷運麟光站附近，假日旅客頗眾。

## 歷史
18世紀，漢人所屬六張犁地區，藉由拳山古道陸續開發，為粵籍客家人聚集地。不過富陽公園所在地富陽山山區因位居三山環繞溪谷，並未如周圍平原有其村落出現。直至20世紀日治時期開始，富陽山山區因地處要塞且掩蔽良好，被日軍方做為軍事彈藥庫基地。戰後1950年代，聯勤於三張犁地區設置四四兵工廠，現信義計劃區，因地利之便，而於此存放彈藥。除富陽山入口數公頃區域被充當國防部空軍眷村外，此富陽山麓的山坳斜坡地，整成凸起假山和凹谷後，仍繼續做為彈藥庫房用地，並歸國軍聯勤單位管轄，而該彈藥庫數量約有七至八座。
1976年，因台北市區商業與住宅區區域東移，位於三張犁地區的兵工廠移至台北郊區三峽，不過該附屬彈藥庫仍繼續使用。1987年，因輿情反映等原因，該彈藥庫開始全面運出彈藥，翌年，彈藥庫撤守。不過荒廢的該山區，仍為軍事管制區，一般民眾不准進入。
1994年，經週遭黎和里民眾建議多年之後，撤守且多數坑道被填實的彈藥庫區域改建為簡易公園，並以富陽山為名，稱之「富陽公園」，不過因環保見解不盡相同，部分平坦區域舖設水泥地，並設置兒童遊樂區與羽毛球球場。1997年開始，當地部分居民提出《台北市富陽街底森林公園催生計畫》，並在荒野保護協會、內政部、台北市政府、等民間團體與官方機構合作下，成立台北市第一座以保育自然生態為成立目標的森林公園，並於2006年正式開園，而此公園則正式定名為「富陽自然生態公園」。

## 位置地域

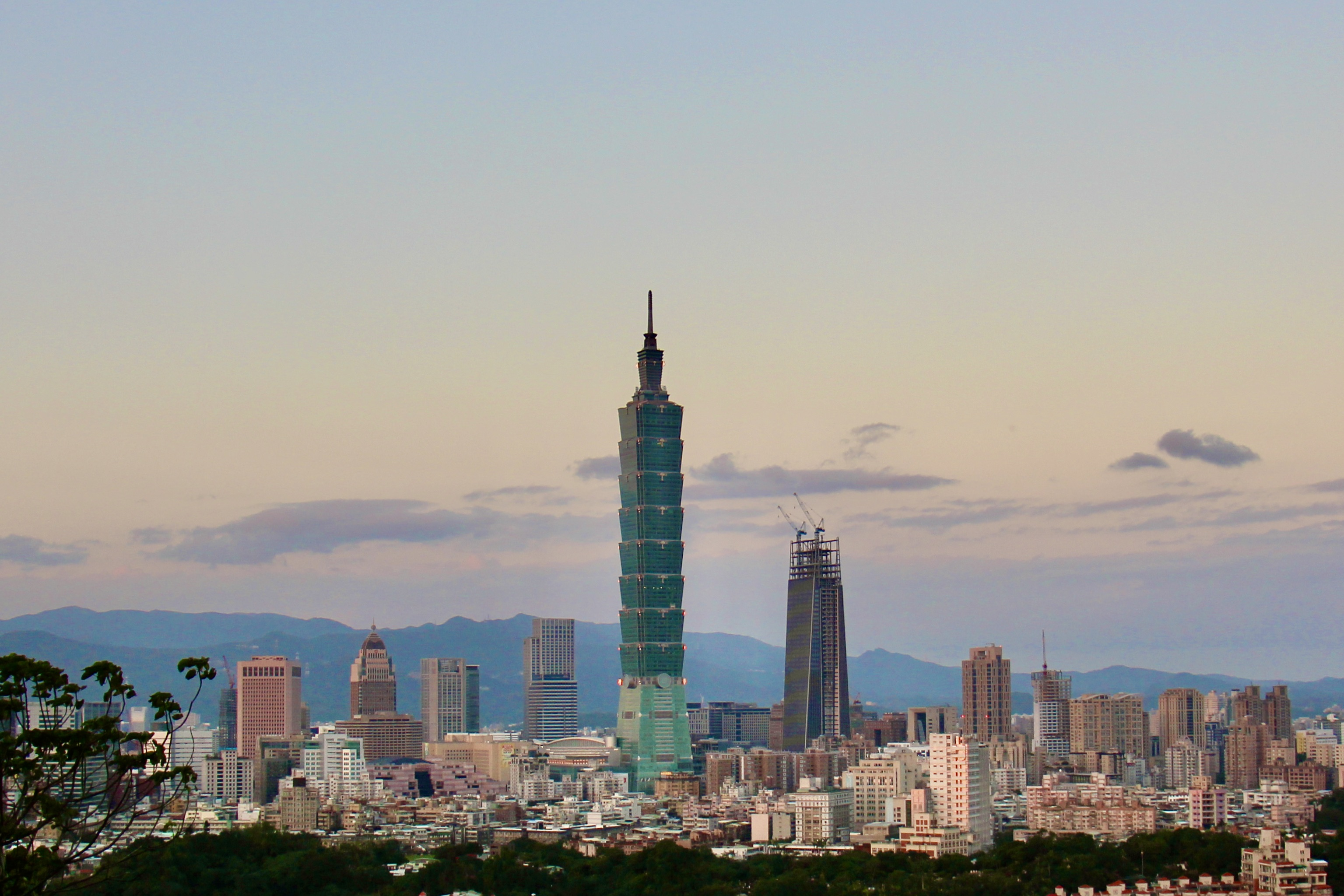
從生態公園最頂端眺望臺北天際線。

除了東邊富陽山之外，富陽公園還囊括西邊標高93公尺福州山和南邊標高139公尺的中埔山山境。此三山矗立於該地區，形成石逕穿錯的小山谷。公園內除了少數碉堡、軍事坑道、步道外，呈現台北市少有的優美林相與山稜稜線。另外，也有多位攝影者也常在此生態公園最頂端掠取臺灣第一高樓臺北101的身影。

## 特色
除了山形與軍事遺跡外，富陽公園最為稱道的是公園內未被破壞的生物生態。其中，自然演替區、賞蝶區、大赤鼯鼠觀察區及台北樹蛙觀察區共擁有包括香楠、相思樹、白匏子、血桐等331種植物，5千株喬木與包含樹蛙、蝴蝶及大赤鼯鼠等多樣動物。
尚可窺得的軍事色彩，除了外圍的眷村住宅、保留的碉堡、涵洞等，滄桑的石階上，仍可見官兵辛苦一斧一斧開鑿的刻點，還有刻著「人逢佳節倍思親」、「ooo退伍」的文痕，置身其中好像與舊時代有了心靈的交錯。

## 區域
為了達到旅客對於生態公園的認識，富陽公園劃分了八個區域。
- 入口解說區：設置於入口處，並以先進電腦設備及多媒體影像解說公園之特色與動植物分布。
- 生態溪流復育區：利用富陽山與福州山交接的小溪谷，規劃成水生植物為主的生態觀賞區。
- 人文史蹟展示區：因為該公園前身為台北市市內最大彈藥庫，階梯、軍事坑道、碉堡林立，該展示區即利用此人文歷史建築做為史蹟展示。
- 自然演替區：1988年彈藥庫撤走後，溪谷稜線間約百坪區域，遭山下居民舖上水泥且設置兒童遊樂區。此自然演替區將該區域回覆草地狀態後，以年度看板（2004－2024年）方式記錄及展示「阻斷人為侵擾後，裸地將如何自然修復及恢復生機」的情況。
- 賞蝶區：該區位於福州山登山口，主要目的為使用原生誘蝶蜜源植物(玉蘭花、桂花、水冬瓜、九節木、冇骨消 )取代現有外來種，經營台灣台北本地生態之賞蝶區域。
- 大赤鼯鼠觀察區：以大赤鼯鼠活動生態為區域，成立一觀察動線，且嚴禁人為侵擾。
- 台北樹蛙觀察區：以架高棧道方式構築觀察區域，不過此舉遭生態保育單位批評。
- 戀戀蟬聲休憩平台：同樣以架高平台方式設置觀察，本區可以發現草蟬、台灣熊蟬及特有法師蟬的活動區域。也可以由此區入口告示牌前岔路往上走到山路步行前往黎和生態公園[3]

## 外部連結
- 富陽自然生態公園（页面存档备份，存于）
- 荒野保護協會（页面存档备份，存于）
- 富陽自然生態公園 - 公園走透透 （页面存档备份，存于）
- 富陽自然生態公園  臺北旅遊網 （页面存档备份，存于）